# Modulación (tipografía)
Modulación en tipografía se refiere al eje imaginario en un carácter, eje sugerido por la posición de los trazos finos y los gruesos. Este eje puede ser totalmente vertical o presentar diferentes grados de inclinación; esta diferencia de inclinación tiene una gran importancia en la determinación del estilo de los caracteres, ya que una modulación aplicada con un grado de inclinación responde a un tipo más cercano a la escritura manual, así como un ritmo marcado por el eje axial se corresponde con un tipo más moderno y racionalizado.
- Datos: Q6020413